# Сравнение массы и веса
В повседневной жизни часты случаи взаимозаменяемого использования терминов «масса» и «вес», хотя эти понятия означают разные сущности.
Масса — скалярная величина, мера инертности тела (инертная масса) либо «заряд», то есть мера интенсивности источника, гравитационного поля (гравитационная масса). В системе СИ измеряется в килограммах. Является важнейшей характеристикой физического тела в механике.
Вес — векторная величина, другое название силы в некоторых ситуациях. В англоязычной литературе синоним силы тяжести, приложенной к телу. В российских методических традициях — сила воздействия тела на опору или подвес; при этом, однако, возникают неоднозначности, так как не даётся пояснений, что такое «опора». Часто под опорой подразумевается горизонтальная поверхность упругой твёрдой среды, а под подвесом вертикальная упругая нить. Вес в СИ измеряется в ньютонах. Термин «вес» малозначим и мог бы быть упразднён (с заменой просто на «силу» такой-то природы).
При отсутствии энергообмена со внешней средой масса тела неизменна. Вес же не является постоянным: например, какое бы определение веса ни было принято, он меняется при перемещении тела на другую высоту, а на экваторе из-за центробежной силы он меньше, чем на полюсе.
В рамках определения веса, принятого в России, вес меняется при погружении тела в жидкость. Возможны также ситуации с нулевым весом и ненулевой массой одного и того же тела, скажем, в условиях невесомости у всех тел вес равен нулю, а масса у каждого тела своя. И если в состоянии покоя тела показания весов будут нулевыми, то при ударе по весам тел с одинаковыми скоростями воздействие будет разным (см. закон сохранения импульса, закон сохранения энергии).
Вместе с тем строгое различение понятий веса и массы принято в основном в науке и технике, а во многих повседневных ситуациях слово «вес» продолжает использоваться, когда фактически речь идёт о «массе». Например, мы говорим, что какой-то объект «весит один килограмм», несмотря на то, что килограмм представляет собой единицу массы. Кроме того, термин «вес» в значении «масса» традиционно использовался в цикле наук о человеке — в словосочетании «вес тела человека», вместо современного «масса тела человека».
Метрологические организации отмечают, что неправильное использование термина «вес» вместо термина «масса» должно прекращаться и во всех тех случаях, когда имеется в виду масса, должен использоваться термин «масса».